# Joop Gall
Joop Gall (Hoogezand-Sappemeer, 25 dicembre 1963) è un allenatore di calcio ed ex calciatore olandese, di ruolo difensore.